# Uichteritz

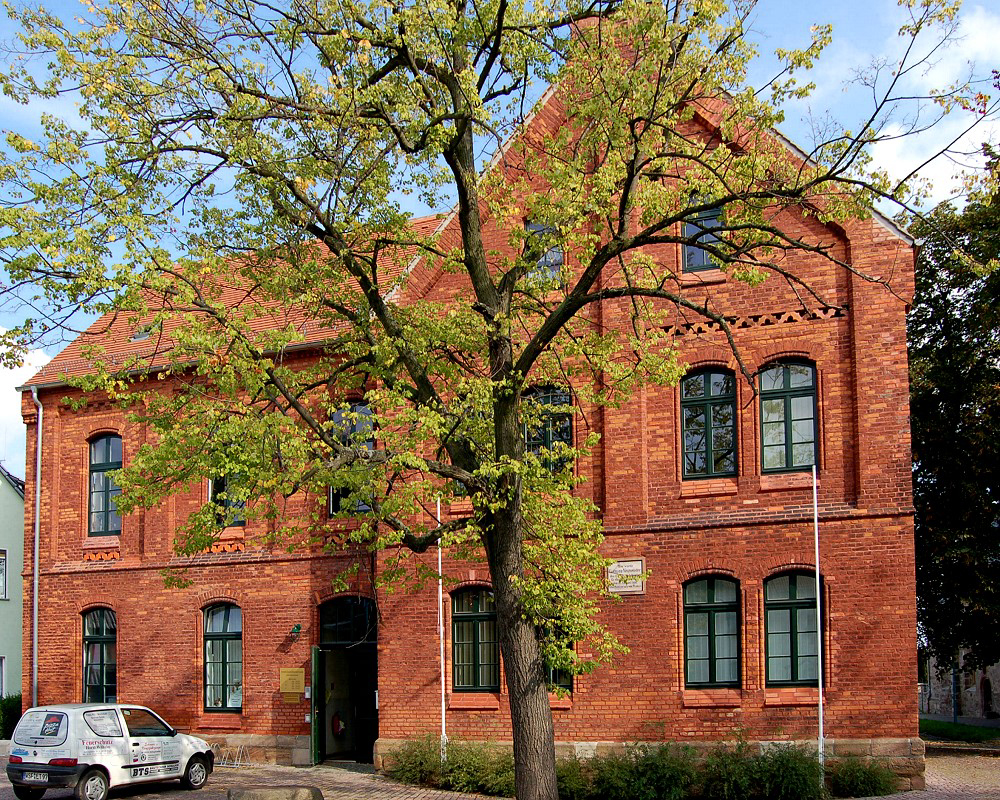
Alte Schule

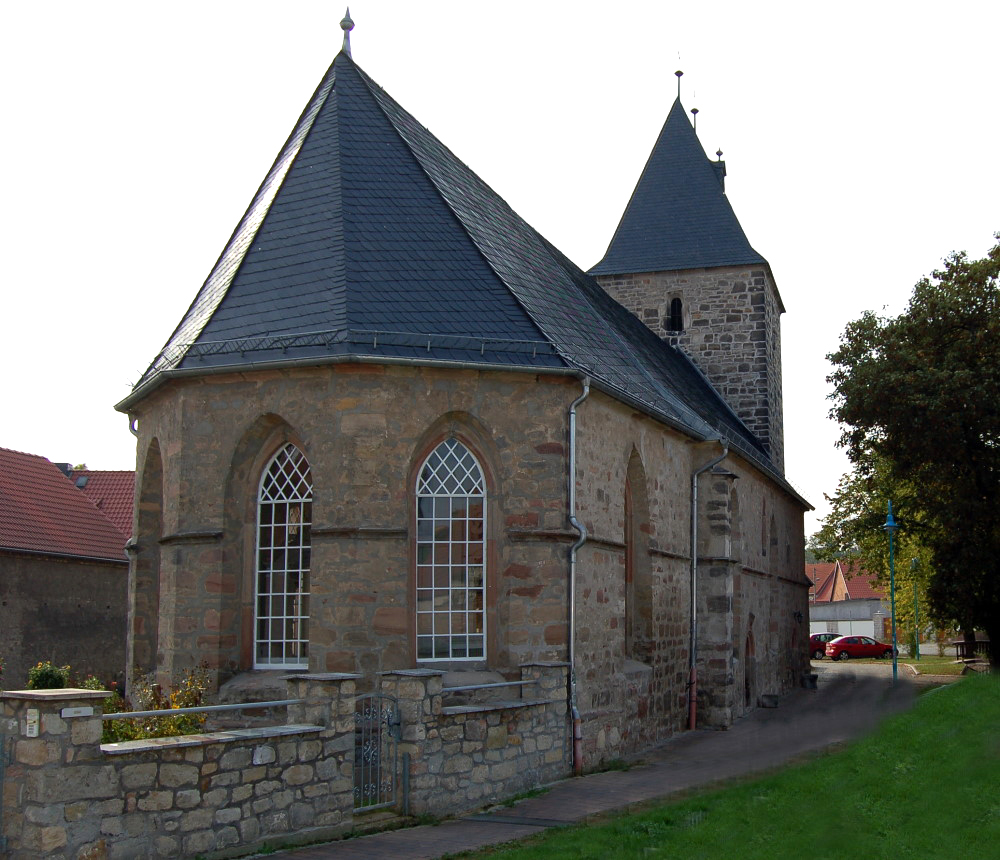
Kirche

Uichteritz [ˈʏçtəʁɪts] ist eine Ortschaft und ein Ortsteil der Stadt Weißenfels im Burgenlandkreis in Sachsen-Anhalt.

## Geografie
Uichteritz liegt zwischen Goseck und Weißenfels nordwestlich der Saale in der Saale-Niederung, ca. 3,5 km westlich von Weißenfels entfernt. Auf der Gemarkung Uichteritz befindet sich zudem der Ortsteil Lobitzsch.
Uichteritz zählt zu einer Haufendorf genannten Siedlungsform. In der gesamten Ortslage finden sich überwiegend ein- bis zweigeschossige Häuser, die offenbar ohne eine bestimmte Planung gebaut worden sind. Mittelgroße Hofanlagen, gut erhaltene Lehm- und Fachwerkbauten sowie neu errichtete Ein- und Zweifamilienhäuser prägen das Ortsbild.

## Geschichte

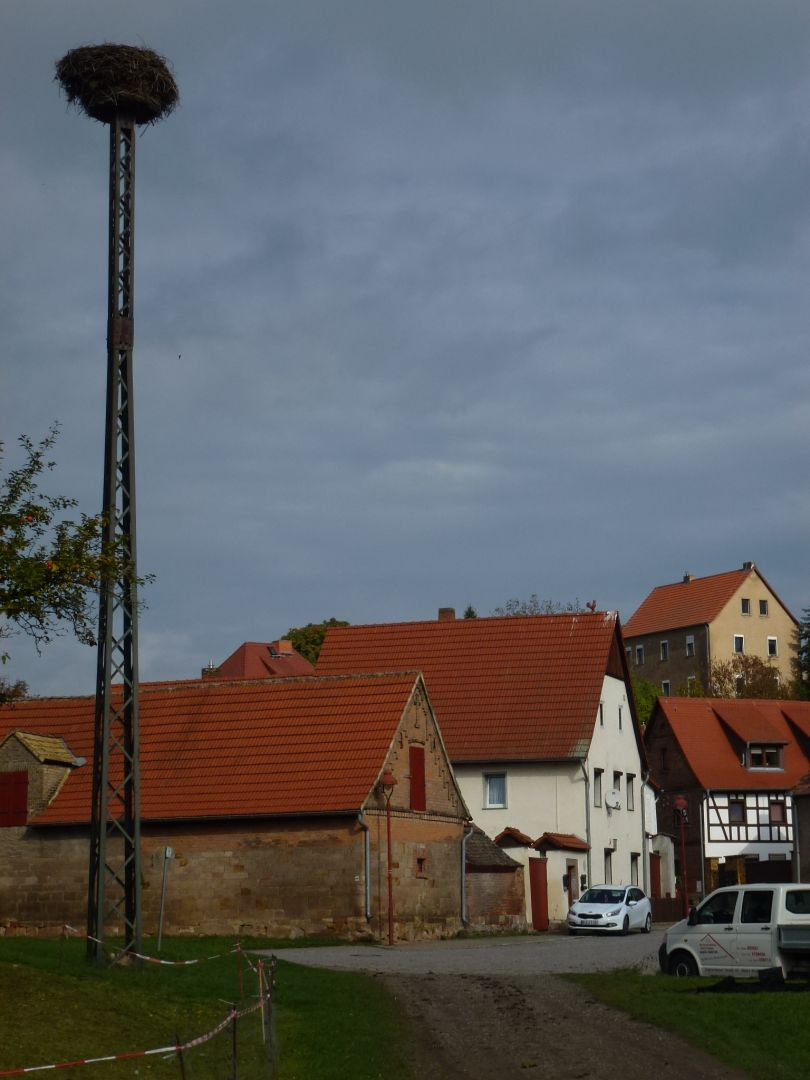
Lobitzsch mit Storchennest

Wahrscheinlich entstand Uichteritz im Zuge der Völkerwanderung im 6. und 7. Jahrhundert. Es waren vor allem Sorben, die hier siedelten, was archäologische Funde (slawische Burganlagen auf dem Gröbitzberg in Uichteritz) sowie Ortsnamen mit den Endungen -itz, -werben oder -ist belegen. Bei Ausgrabungen auf dem Roten Berg und den Siebenhügeln in Uichteritz fand man jungsteinzeitliche Gräber, die auf eine viel frühere Siedlung hinweisen.
Eine genaue Angabe über die Entstehung des Ortes ist nicht nachweisbar, aber eine erste Erwähnung fand sich im Zinsregister des 1285 gegründeten Klarenklosters zu Weißenfels.
1292 und 1304 tauchte mit Gebehardus de Uchteritz (Vchteritz, Uechtritz) im Kopialbuch des Klosters zu Weißenfels der erste Vertreter der uradligen Familie „von Uichteritz“ (von Uechtritz) auf.
Eine weitere Erwähnung findet man in Schriften über den Verkauf des Ortes Markröhlitz durch das Kloster an den Ritter Rudolph von Bünau zu Teuchern, worin der Zeuge Heinrich von Uichteritz genannt wird (Original im Domstift zu Merseburg).
Im Jahre 1349/50 findet man wieder einen Hinweis auf Uichteritz. Es heißt im Lehnbuch Friedrich III. (Friedrich der Strenge), dass Konrad und Otto von Uichteritz Lehen erhalten haben.
Ebenso ist Taunus von Haldegke mit Lehen in Großkayna, Reichhardtswerben, Kriechau und mit Einkünften aus Borau, Lesau und Weißenfels bedacht worden. Es wird weiterhin erwähnt, dass die Markgräfinwitwe Katharina alle ihren Landbesitz in Uichteritz an Frau Haldegke verkaufte, um den Kirchhof an der Marienkirche zu Weißenfels zu erwerben.
Um 1300 etwa stand die Gegend unter der Herrschaft des Markgrafen von Meißen, nachdem das thüringische Landgrafengeschlecht 1247 mit Heinrich Raspe ausgestorben war und sein Enkel, Heinrich III. von Meißen (Heinrich der Erlauchte), Thüringen erhielt.
Etwa in diese Zeit fällt der Bau der Kirche von Uichteritz, des ältesten noch bestehenden Gebäudes des Ortes. Sie wurde im 13. Jahrhundert als Wehrkirche im romanischen Stil gebaut, in der Mönche aus dem Benediktiner-Kloster Goseck den Gottesdienst versahen. Später erhielten dann Uichteritz einen eigenen Pfarrer. An der Hinterseite der Kirche befinden sich Sandsteinsäulen, in denen sich lange Rinnen, so genannte Schwertrinnen befinden. In diesen weihten die Ritter, bevor sie in den Kampf zogen, beim Letzten Kirchgang ihre Schwerter.
Ende des 9. Jahrhunderts wurden erstmals Aufzeichnungen von Orten gemacht, die mit bestimmten Abgaben (Zehnt) belegt wurden. In dem „Hersfelder Zehntverzeichnis“ werden unter anderem Markwerben, Tagewerben und Goseck genannt. Da einige der Schriftstücke nicht mehr auszuwerten sind, kann man nur vermuten, dass Uichteritz unter den genannten Orten zu finden ist. Mitte des 14. Jahrhunderts wurde Uichteritz Sachsen angegliedert und ist seitdem durchgehend besiedelt.
In einer wechselvollen Geschichte erlebten die Bürger des kleinen Dorfes die Repressalien, Plünderungen und Zerstörungen der großen Kriege (Dreißigjähriger Krieg, Siebenjähriger Krieg, Befreiungskriege 1813). Hinzu kamen Hungersnöte, Missernten und Überschwemmungen. In alten Schriften steht geschrieben, dass die Saale im Jahre 1784 gewaltig aus ihrem Flussbett trat und allein in Uichteritz 44 Häuser, Scheunen und Ställe einstürzten.
Am 1. Juli 1950 wurde die bis dahin eigenständige Gemeinde Lobitsch eingegliedert.
Am 1. Januar 2010 wurde die bis dahin selbstständige Gemeinde Uichteritz zusammen mit den Gemeinden Markwerben und Langendorf in die Stadt Weißenfels eingemeindet. Zur ehemaligen Gemeinde gehörte der Ortsteil Lobitzsch.

## Politik
Die bis zu ihrer Eingemeindung im Jahr 2010 selbständige Gemeinde Uichteritz ist heute ein Ortsteil sowie eine Ortschaft der Stadt Weißenfels im Sinne des § 86 GO LSA. Sie verfügt damit über einen Ortschaftsrat und einen Ortsbürgermeister.

### Ortschaftsrat
Der Ortschaftsrat besteht aus 7 gewählten Ortschaftsräten. Der Ortsbürgermeister gehört dem Ortschaftsrat ex officio an und hat den Vorsitz inne. Nach der Ortschaftsratswahl 2024 konnte ein Sitz nicht vergeben werden.
| Ortschaftsrat Storkau | Ortschaftsrat Storkau | Ortschaftsrat Storkau | Ortschaftsrat Storkau | Sitzverteilung im Ortschaftsrat 2024–2029Insgesamt 6 Sitze - SPD: 1 - Einzel: 3 - CDU: 2 |
| Wahlvorschlag         | Wahlvorschlag         | Wahlvorschlag         | Sitze                 | Sitzverteilung im Ortschaftsrat 2024–2029Insgesamt 6 Sitze - SPD: 1 - Einzel: 3 - CDU: 2 |
| Wahlvorschlag         | Wahlvorschlag         | Wahlvorschlag         | 2024                  | Sitzverteilung im Ortschaftsrat 2024–2029Insgesamt 6 Sitze - SPD: 1 - Einzel: 3 - CDU: 2 |
|                       | EB                    | Einzelbewerber        | 3                     | Sitzverteilung im Ortschaftsrat 2024–2029Insgesamt 6 Sitze - SPD: 1 - Einzel: 3 - CDU: 2 |
|                       |                       | CDU                   | 2                     | Sitzverteilung im Ortschaftsrat 2024–2029Insgesamt 6 Sitze - SPD: 1 - Einzel: 3 - CDU: 2 |
|                       |                       | SPD                   | 1                     | Sitzverteilung im Ortschaftsrat 2024–2029Insgesamt 6 Sitze - SPD: 1 - Einzel: 3 - CDU: 2 |

### Ortsbürgermeister
Ortsbürgermeister ist nach der Kommunalwahl vom 26. Mai 2019 Andreas Korch.

### Wappen
Die Gemeinde besaß kein rechtskräftig verliehenes Wappen.

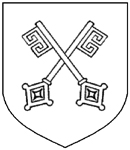
Das inoffizielle Wappen Uichteritz' entspricht dem der Familie von Uechtritz

## Persönlichkeiten
- Erdmann Neumeister (1671–1756), Kirchenliederdichter und Theologe in Hamburg.